# لانگویل (کالیفرنیا)
لانگویل (به انگلیسی: Longvale) یک منطقهٔ مسکونی در ایالات متحده آمریکا است که در شهرستان مندوسینو، کالیفرنیا واقع شده‌است. لانگویل ۳۶۳ متر بالاتر از سطح دریا واقع شده‌است.